# Eiskunstlauf-Europameisterschaften 2023
Die 114. Eiskunstlauf-Europameisterschaften wurden vom 23. bis zum 29. Januar 2023 im finnischen Espoo ausgetragen. Im Oktober 2020 hatte die Internationale Eislaufunion (ISU) die EM an die finnische Hauptstadt Helsinki vergeben. Die Metropole wäre nach 1977, 1993 und 2009 zum vierten Mal Schauplatz der Titelkämpfe gewesen. Neben Helsinki hatten sich weitere Städte wie Turin, Budapest, Ostrava, Sofia, Minsk und Jerewan beworben. Die Deutsche Eislauf-Union ging mit Essen ins Rennen. Die letzten Europameisterschaften in Deutschland fanden 1995 in Dortmund statt.
Im April 2022 wurde bekannt gegeben, dass die Eiskunstlauf-Europameisterschaften anstatt in Helsinki in Espoo stattfinden sollen. Grund sind die Sanktionen gegen Russland seit dem Überfall auf die Ukraine, da die Eishalle in Helsinki mehrheitlich im Eigentum von drei russischen Oligarchen steht. Aus demselben Grund waren auch keine russischen Sportler zugelassen.

## Qualifikationskriterien
| Minimale Punktzahl der technischen Elemente | Minimale Punktzahl der technischen Elemente | Minimale Punktzahl der technischen Elemente |
| Disziplin                                   | Kurzprogramm / Kurztanz                     | Kür / Kürtanz                               |
| ------------------------------------------- | ------------------------------------------- | ------------------------------------------- |
| Herren                                      | 25                                          | 45                                          |
| Damen                                       | 20                                          | 36                                          |
| Paare                                       | 20                                          | 36                                          |
| Eistanz                                     | 19                                          | 29                                          |

Die Ergebnisse müssen bei einem von der ISU anerkannten internationalen Wettbewerb in der laufenden oder der vorherigen Saison erreicht worden sein. Die erforderlichen Punktzahlen für Kurzprogramm und Kür können bei unterschiedlichen Wettbewerben erreicht werden.

## Bilanz

### Medaillenspiegel
| Platz | Land                   | Gold | Silber | Bronze | Gesamt |
| ----- | ---------------------- | ---- | ------ | ------ | ------ |
| 1     | Italien                | 2    | 2      | 0      | 4      |
| 2     | Frankreich             | 1    | 0      | 0      | 1      |
| 2     | Georgien               | 1    | 0      | 0      | 1      |
| 4     | Belgien                | 0    | 1      | 0      | 1      |
| 4     | Vereinigtes Königreich | 0    | 1      | 0      | 1      |
| 6     | Schweiz                | 0    | 0      | 2      | 2      |
| 7     | Finnland               | 0    | 0      | 1      | 1      |
| 7     | Deutschland            | 0    | 0      | 1      | 1      |

### Medaillengewinner
| Konkurrenz | Gold                             | Silber                               | Bronze                              |
| ---------- | -------------------------------- | ------------------------------------ | ----------------------------------- |
| Herren     | Adam Siao Him Fa                 | Matteo Rizzo                         | Lukas Britschgi                     |
| Damen      | Anastassia Gubanowa              | Loena Hendrickx                      | Kimmy Repond                        |
| Paare      | Sara Conti / Niccolò Macii       | Rebecca Ghilardi / Filippo Ambrosini | Annika Hocke / Robert Kunkel        |
| Eistanz    | Charlène Guignard / Marco Fabbri | Lilah Fear / Lewis Gibson            | Juulia Turkkila / Matthias Versluis |

## Ergebnisse

### Herren
| Platz                          | Sportler                     | Land                   | Punkte | KP | KP    | Kür | Kür    |
| ------------------------------ | ---------------------------- | ---------------------- | ------ | -- | ----- | --- | ------ |
| 1                              | Adam Siao Him Fa             | Frankreich             | 267,77 | 1  | 96,53 | 2   | 171,24 |
| 2                              | Matteo Rizzo                 | Italien                | 259,92 | 2  | 86,46 | 1   | 173,46 |
| 3                              | Lukas Britschgi              | Schweiz                | 248,01 | 5  | 79,26 | 3   | 168,75 |
| 4                              | Kévin Aymoz                  | Frankreich             | 240,92 | 4  | 83,75 | 4   | 157,17 |
| 5                              | Deniss Vasiļjevs             | Lettland               | 236,35 | 3  | 84,81 | 6   | 151,54 |
| 6                              | Daniel Grassl                | Italien                | 230,83 | 8  | 77,03 | 5   | 153,80 |
| 7                              | Nika Egadse                  | Georgien               | 220,65 | 12 | 72,96 | 7   | 147,69 |
| 8                              | Mihhail Selevko              | Estland                | 218,30 | 11 | 73,74 | 8   | 144,56 |
| 9                              | Andreas Nordebäck            | Schweden               | 212,95 | 9  | 75,98 | 10  | 136,97 |
| 10                             | Gabriele Frangipani          | Italien                | 211,62 | 7  | 77,35 | 12  | 134,27 |
| 11                             | Maurizio Zandron             | Österreich             | 207,68 | 13 | 72,57 | 11  | 135,11 |
| 12                             | Tomàs-Llorenç Guarino Sabaté | Spanien                | 205,19 | 14 | 71,65 | 13  | 133,54 |
| 13                             | Mark Gorodnitsky             | Israel                 | 202,34 | 22 | 64,94 | 9   | 137,40 |
| 14                             | Valtter Virtanen             | Finnland               | 198,28 | 18 | 68,33 | 14  | 129,95 |
| 15                             | Nikita Starostin             | Deutschland            | 197,97 | 10 | 74,70 | 17  | 123,27 |
| 16                             | Moris Qwitelaschwili         | Georgien               | 194,59 | 16 | 70,55 | 16  | 124,04 |
| 17                             | Władimir Samojłow            | Polen                  | 191,59 | 6  | 78,26 | 21  | 113,33 |
| 18                             | Adam Hagara                  | Slowakei               | 189,72 | 21 | 65,15 | 15  | 124,57 |
| 19                             | Jari Kessler                 | Kroatien               | 182,83 | 19 | 67,87 | 19  | 114,96 |
| 20                             | Burak Demirboğa              | Türkei                 | 182,82 | 23 | 64,33 | 18  | 118,49 |
| 21                             | Kyrylo Marsak                | Ukraine                | 181,98 | 17 | 70,41 | 22  | 111,57 |
| 22                             | Davide Lewton Brain          | Monaco                 | 179,54 | 20 | 66,07 | 20  | 113,47 |
| 23                             | Graham Newberry              | Vereinigtes Königreich | 174,64 | 15 | 70,85 | 24  | 103,79 |
| 24                             | Aleksandr Vlasenko           | Ungarn                 | 173,94 | 24 | 62,49 | 23  | 111,45 |
| Nicht für die Kür qualifiziert |                              |                        |        |    |       |     |        |
| 25                             | Petr Kotlařík                | Tschechien             | 60,24  | 25 | 60,24 | —   | —      |
| 26                             | Georgii Reshtenko            | Tschechien             | 54,52  | 26 | 54,52 | —   | —      |
| 27                             | Larry Loupolover             | Bulgarien              | 53,26  | 27 | 53,26 | —   | —      |
| 28                             | Samuel McAllister            | Irland                 | 48,07  | 28 | 48,07 | —   | —      |
| 29                             | David Sedej                  | Slowenien              | 46,28  | 29 | 46,28 | —   | —      |

### Damen
| Platz                          | Sportlerin                 | Land                   | Punkte | KP | KP    | Kür | Kür    |
| ------------------------------ | -------------------------- | ---------------------- | ------ | -- | ----- | --- | ------ |
| 1                              | Anastassia Gubanowa        | Georgien               | 199,91 | 1  | 69,81 | 1   | 130,10 |
| 2                              | Loena Hendrickx            | Belgien                | 193,48 | 2  | 67,85 | 3   | 125,63 |
| 3                              | Kimmy Repond               | Schweiz                | 192,51 | 3  | 63,83 | 2   | 128,68 |
| 4                              | Jekatierina Kurakowa       | Polen                  | 186,90 | 5  | 61,81 | 4   | 125,09 |
| 5                              | Nina Pinzarrone            | Belgien                | 185,92 | 6  | 61,35 | 5   | 124,57 |
| 6                              | Niina Petrõkina            | Estland                | 183,74 | 7  | 61,05 | 6   | 122,69 |
| 7                              | Janna Jyrkinen             | Finnland               | 176,96 | 8  | 60,77 | 7   | 116,19 |
| 8                              | Lara Naki Gutmann          | Italien                | 169,29 | 13 | 55,39 | 8   | 113,90 |
| 9                              | Nicole Schott              | Deutschland            | 163,82 | 16 | 54,33 | 9   | 109,49 |
| 10                             | Julia Sauter               | Rumänien               | 160,42 | 11 | 56,58 | 12  | 103,84 |
| 11                             | Sofja Stepčenko            | Lettland               | 159,34 | 14 | 55,32 | 11  | 104,02 |
| 12                             | Olga Mikutina              | Österreich             | 159,08 | 4  | 62,78 | 18  | 96,30  |
| 13                             | Marilena Kitromilis        | Zypern                 | 158,91 | 18 | 53,71 | 10  | 105,20 |
| 14                             | Lindsay van Zundert        | Niederlande            | 158,10 | 10 | 58,13 | 15  | 99,97  |
| 15                             | Eva-Lotta Kiibus           | Estland                | 156,95 | 15 | 55,26 | 13  | 101,69 |
| 16                             | Alexandra Fejgin           | Bulgarien              | 155,23 | 17 | 54,31 | 14  | 100,92 |
| 17                             | Josefin Taljegård          | Schweden               | 154,98 | 12 | 55,53 | 16  | 99,45  |
| 18                             | Livia Kaiser               | Schweiz                | 151,20 | 9  | 60,25 | 20  | 90,95  |
| 19                             | Natasha McKay              | Vereinigtes Königreich | 148,00 | 20 | 51,94 | 19  | 96,06  |
| 20                             | Anastassija Hoschwa        | Ukraine                | 143,69 | 22 | 46,78 | 17  | 96,91  |
| 21                             | Daša Grm                   | Slowenien              | 143,05 | 19 | 52,47 | 21  | 90,58  |
| 22                             | Mia Caroline Risa Gomez    | Norwegen               | 137,62 | 21 | 49,14 | 22  | 88,48  |
| 23                             | Júlia Láng                 | Ungarn                 | 130,28 | 23 | 46,33 | 23  | 83,95  |
| 24                             | Nikola Rychtařiková        | Tschechien             | 123,13 | 24 | 45,64 | 24  | 77,49  |
| Nicht für die Kür qualifiziert |                            |                        |        |    |       |     |        |
| 25                             | Alexandra Michaela Filcová | Slowakei               | 43,94  | 25 | 43,94 | —   | —      |
| 26                             | Léa Serna                  | Frankreich             | 43,93  | 26 | 43,93 | —   | —      |
| 27                             | Antonina Dubinina          | Serbien                | 42,51  | 27 | 42,51 | —   | —      |
| 28                             | Anastasia Gracheva         | Moldau                 | 39,08  | 28 | 39,08 | —   | —      |
| 29                             | Alexandra Mintsidou        | Griechenland           | 33,86  | 29 | 33,86 | —   | —      |
| Z                              | Meda Variakojytė           | Litauen                |        | —  | —     | —   | —      |

### Paare
| Platz | Sportler                             | Land                   | Punkte | KP | KP    | Kür | Kür    |
| ----- | ------------------------------------ | ---------------------- | ------ | -- | ----- | --- | ------ |
| 1     | Sara Conti / Niccolò Macii           | Italien                | 195,13 | 1  | 70,45 | 2   | 124,68 |
| 2     | Rebecca Ghilardi / Filippo Ambrosini | Italien                | 186,96 | 5  | 59,48 | 1   | 127,48 |
| 3     | Annika Hocke / Robert Kunkel         | Deutschland            | 184,26 | 2  | 67,08 | 3   | 117,18 |
| 4     | Alisa Efimova / Ruben Blommaert      | Deutschland            | 173,66 | 3  | 62,77 | 5   | 110,89 |
| 5     | Maria Pavlova / Alexei Sviatchenko   | Ungarn                 | 172,98 | 6  | 57,97 | 4   | 115,01 |
| 6     | Camille Kovalev / Pavel Kovalev      | Frankreich             | 169,94 | 4  | 62,46 | 6   | 107,48 |
| 7     | Lucrezia Beccari / Matteo Guarise    | Italien                | 152,54 | 8  | 53,29 | 7   | 99,25  |
| 8     | Nika Osipova / Dmitry Epstein        | Niederlande            | 148,94 | 7  | 54,16 | 9   | 94,78  |
| 9     | Wioletta Sjerowa / Iwan Chobta       | Ukraine                | 143,72 | 10 | 47,53 | 8   | 96,19  |
| 10    | Anastasia Vaipan-Law / Luke Digby    | Vereinigtes Königreich | 137,49 | 9  | 49,43 | 10  | 88,06  |
| 11    | Federica Simioli / Alessandro Zarbo  | Tschechien             | 134,02 | 11 | 46,68 | 11  | 87,34  |
| 12    | Sophia Schaller / Livio Mayr         | Österreich             | 132,30 | 12 | 45,40 | 12  | 86,90  |
| 13    | Greta Crafoord / John Crafoord       | Schweden               | 125,86 | 13 | 42,55 | 13  | 83,31  |

### Eistanz
| Platz                              | Sportler                                       | Land                   | Punkte | KP | KP    | Kür | Kür    |
| ---------------------------------- | ---------------------------------------------- | ---------------------- | ------ | -- | ----- | --- | ------ |
| 1                                  | Charlène Guignard / Marco Fabbri               | Italien                | 210,44 | 1  | 85,53 | 1   | 124,91 |
| 2                                  | Lilah Fear / Lewis Gibson                      | Vereinigtes Königreich | 207,89 | 2  | 84,12 | 2   | 123,77 |
| 3                                  | Juulia Turkkila / Matthias Versluis            | Finnland               | 198,21 | 3  | 77,56 | 3   | 120,65 |
| 4                                  | Allison Reed / Saulius Ambrulevičius           | Litauen                | 195,67 | 4  | 77,33 | 4   | 118,34 |
| 5                                  | Evgenia Lopareva / Geoffrey Brissaud           | Frankreich             | 191,85 | 6  | 76,49 | 5   | 115,36 |
| 6                                  | Natálie Taschlerová / Filip Taschler           | Tschechien             | 188,34 | 5  | 76,91 | 6   | 111,43 |
| 7                                  | Loïcia Demougeot / Théo le Mercier             | Frankreich             | 179,96 | 7  | 72,55 | 7   | 107,41 |
| 8                                  | Maria Kasakowa / Georgi Rewia                  | Georgien               | 175,82 | 8  | 68,55 | 8   | 107,27 |
| 9                                  | Jennifer Janse van Rensburg / Benjamin Steffan | Deutschland            | 169,17 | 9  | 67,90 | 10  | 101,27 |
| 10                                 | Mariia Ignateva / Danijil Szemko               | Ungarn                 | 167,08 | 10 | 65,04 | 9   | 102,04 |
| 11                                 | Victoria Manni / Carlo Röthlisberger           | Italien                | 164,21 | 11 | 64,23 | 11  | 99,98  |
| 12                                 | Marija Holubzowa / Kyryl Bjelobrow             | Ukraine                | 156,99 | 13 | 61,00 | 12  | 95,99  |
| 13                                 | Mariia Nosovitskaya / Mikhail Nosovitskiy      | Israel                 | 156,52 | 12 | 61,72 | 13  | 94,80  |
| 14                                 | Anna Šimová / Kirill Aksenov                   | Slowakei               | 150,04 | 15 | 59,18 | 14  | 90,86  |
| 15                                 | Marija Pintschuk / Mykyta Pohorjelow           | Ukraine                | 148,37 | 14 | 59,36 | 15  | 89,01  |
| 16                                 | Anastasija Polibina / Pawieł Gołowisznikow     | Polen                  | 138,99 | 17 | 54,55 | 16  | 84,44  |
| 17                                 | Paulina Ramanauskaitė / Deividas Kizala        | Litauen                | 136,20 | 16 | 55,06 | 17  | 81,14  |
| 18                                 | Samantha Ritter / Daniel Brykalov              | Aserbaidschan          | 132,18 | 19 | 51,55 | 18  | 80,63  |
| 19                                 | Hanna Jakucs / Alessio Galli                   | Niederlande            | 130,35 | 18 | 53,46 | 19  | 76,89  |
| 20                                 | Aurelija Ipolito / Luke Russell                | Lettland               | 124,88 | 20 | 51,41 | 20  | 73,47  |
| Nicht für den Kürtanz qualifiziert |                                                |                        |        |    |       |     |        |
| 21                                 | Arianna Sassi / Luca Morini                    | Schweiz                | 49,91  | 21 | 49,91 | —   | —      |
| 22                                 | Maria Bjørkli / James Koszuta                  | Norwegen               | 47,71  | 22 | 47,71 | —   | —      |
| 23                                 | Wiktoria Asrojan / Artur Grusdew               | Armenien               | 40,89  | 23 | 40,89 | —   | —      |